# Оройя
Оройя (лат. Oroya) — род кактусов. 
Кактусы этого рода растут на горных склонах на высотах от 3000 до 4000 м над уровнем моря. Первые экземпляры были собраны Августом Веберауэром на территории Перу неподалёку от шахтёрского городка Оройя. Позже, в 1922 году его название подсказало Натаниэлю Бриттону и Джозефу Роузу, как назвать новый, описанный ими род кактусов. Его ареал совсем невелик — он простирается на 700 км в длину на территории Перу — от городка Уарас на севере страны до посёлка Томос на юге. 
Коллекционеры ценят кактусы этого рода за серо-голубые стебли, на фоне которых красиво смотрятся колючки желтовато-янтарного цвета. 

## Виды
По информации базы данных The Plant List, род включает 3 вида:
- Oroya baumannii Knize
- Oroya borchersii (Boed.) Backeb.
- Oroya peruviana (K.Schum.) Britton & Rose